# Tonsidiplosis incurva
Tonsidiplosis incurva är en tvåvingeart som beskrevs av Fedotova 2005. Tonsidiplosis incurva ingår i släktet Tonsidiplosis och familjen gallmyggor. Inga underarter finns listade i Catalogue of Life.